# Tarantelle EP
Tarantelle EP è il terzo EP del rapper italiano Livio Cori, pubblicato il 22 luglio 2022 dalla Sugar Music.

## Tracce
1. Tarantelle – 2:39
2. Non so dirti di no – 2:48
3. Il vizio più bello che ho – 2:08
4. Na rapina – 2:03
5. Sulo pe te vedé – 2:55